# Libertaire Partij
Die Libertaire Partij (LP, deutsch Libertäre Partei, früher Libertarische Partij) ist eine politische Partei in den Niederlanden. Die Partei vertritt libertäre Positionen.

## Geschichte
Die Partei wurde 1993 gegründet. Sie nahm 1994, 2012 und 2017 bei den Wahlen zur Zweiten Kammer sowie ab und zu bei den Gemeinderatswahlen der Stadt Den Haag teil.

### Wahlergebnisse
| Ergebnisse bei Wahlen zur Zweiten Kammer | Ergebnisse bei Wahlen zur Zweiten Kammer | Ergebnisse bei Wahlen zur Zweiten Kammer | Ergebnisse bei Wahlen zur Zweiten Kammer |
| Jahr                                     | Stimmen                                  | in %                                     | Sitze                                    |
| ---------------------------------------- | ---------------------------------------- | ---------------------------------------- | ---------------------------------------- |
| 1994                                     | 2.754                                    | 0,03                                     | 0 / 150                                  |
| 2012                                     | 4.163                                    | 0,05                                     | 0 / 150                                  |
| 2017                                     | 1.492                                    | 0,01                                     | 0 / 150                                  |
| 2021                                     | 5.529                                    | 0,05                                     | 0 / 150                                  |
| 2023                                     | 4.152                                    | 0,04                                     | 0 / 150                                  |

## Programmatik
Das Parteiprogramm basiert auf den Prinzipien der Gesellschaftsphilosophie des Libertarismus. Die Ausübung oder Androhung von Gewalt zur Durchsetzung politischer, sozialer oder sonstiger Zwecke – und somit der größte Teil der Staatstätigkeit – wird grundsätzlich abgelehnt.
Die Partei strebt einen freien Markt (Abschaffen von Steuern und staatlicher Regulierung), vollständige persönliche Freiheit (Abschaffung von Zwangsdiensten wie der Wehrpflicht, Legalisierung von Drogen, Meinungsfreiheit etc.) sowie eine nicht-interventionistische, anti-imperialistische und anti-kolonialistische Außenpolitik an.